# Gabriella Olivieri
Gabriella Olivieri (ur. 10 października 1952) – włoska brydżystka, World Life Master w kategorii Open (WBF), European Grand Master (EBL).

## Wyniki brydżowe

### Olimpiady
Na olimpiadach uzyskała następujące rezultaty:
| Olimpiady brydżowe. Zawody teamów | Olimpiady brydżowe. Zawody teamów | Olimpiady brydżowe. Zawody teamów | Olimpiady brydżowe. Zawody teamów | Olimpiady brydżowe. Zawody teamów | Olimpiady brydżowe. Zawody teamów |
| Rok                               | Miejsce                           | Zawody                            | Kategoria                         | Drużyna                           | Pozycja                           |
| --------------------------------- | --------------------------------- | --------------------------------- | --------------------------------- | --------------------------------- | --------------------------------- |
| 2012                              | Lille                             | 2. Olimpiada Sportów Umysłowych   | Kobiety                           | Italy                             | 9                                 |
| 2008                              | Pekin                             | 1. Olimpiada Sportów Umysłowych   | Kobiety                           | Italy                             | 9                                 |
| 2000                              | Maastricht                        | 11. Olimpiada Brydżowa            | Kobiety                           | Italy                             | 17                                |
| 1996                              | Rodos                             | 10. Olimpiada Teamów              | Kobiety                           | Italy                             | 13                                |
| 1988                              | Wenecja                           | 8. Olimpiada Teamów               | Kobiety                           | Italy                             | 10                                |

| Olimpiady brydżowe. Zawody Indywidualne | Olimpiady brydżowe. Zawody Indywidualne | Olimpiady brydżowe. Zawody Indywidualne | Olimpiady brydżowe. Zawody Indywidualne | Olimpiady brydżowe. Zawody Indywidualne |
| Rok                                     | Miejsce                                 | Zawody                                  | Kategoria                               | Pozycja                                 |
| --------------------------------------- | --------------------------------------- | --------------------------------------- | --------------------------------------- | --------------------------------------- |
| 2008                                    | Pekin                                   | 1 Olimpiada Sportów Umysłowych          | Kobiety                                 | 5                                       |

### Zawody światowe
W światowych zawodach zdobyła następujące lokaty:
| Mistrzostwa Świata. Konkurencja teamów | Mistrzostwa Świata. Konkurencja teamów | Mistrzostwa Świata. Konkurencja teamów          | Mistrzostwa Świata. Konkurencja teamów | Mistrzostwa Świata. Konkurencja teamów | Mistrzostwa Świata. Konkurencja teamów |
| Rok                                    | Miejsce                                | Zawody                                          | Kategoria                              | Drużyna                                | Pozycja                                |
| -------------------------------------- | -------------------------------------- | ----------------------------------------------- | -------------------------------------- | -------------------------------------- | -------------------------------------- |
| 2012                                   | Lille                                  | 5. Otwarte Mistrzostwa Świata Teamów Mikstowych | Miksty                                 | Milner                                 | 1                                      |
| 2011                                   | Veldhoven                              | 40. Mistrzostwa Świata Teamów                   | Trans                                  | Italy Women                            | 68                                     |
| 2011                                   | Veldhoven                              | 40. Mistrzostwa Świata Teamów                   | Kobiety                                | Italy                                  | 12                                     |
| 2010                                   | Filadelfia                             | 13. Seria Mistrzostw Świata                     | Miksty                                 | Cayne                                  | 23                                     |
| 2010                                   | Filadelfia                             | 13. Seria Mistrzostw Świata                     | Kobiety                                | Italy                                  | 9                                      |
| 2009                                   | São Paulo                              | 39. Mistrzostwa Świata Teamów                   | Kobiety                                | Italy                                  | 5                                      |
| 2006                                   | Werona                                 | 12. Mistrzostwa Świata                          | Kobiety                                | Jacobs                                 | 17                                     |
| 2003                                   | Monte Carlo                            | 36. Mistrzostwa Świata Teamów                   | Trans                                  | Resta                                  | 70                                     |
| 2003                                   | Monte Carlo                            | 36. Mistrzostwa Świata Teamów                   | Kobiety                                | Italy                                  | 11                                     |
| 2002                                   | Montreal                               | 11. Mistrzostwa Świata                          | Kobiety                                | Arrigoni                               | 5                                      |
| 2001                                   | Paryż                                  | 35. Mistrzostwa Świata Teamów                   | Kobiety                                | Italy                                  | 10                                     |
| 1998                                   | Lille                                  | 10. Mistrzostwa Świata                          | Kobiety                                | Modica                                 | 17                                     |
| 1997                                   | Hammamet                               | 33. Mistrzostwa Świata Teamów                   | Kobiety                                | Italy                                  | 8                                      |
| 1987                                   | Ocho Rios                              | 28. Mistrzostwa Świata Teamów                   | Kobiety                                | Italy                                  | 3                                      |

| Mistrzostwa Świata. Konkurencja par | Mistrzostwa Świata. Konkurencja par | Mistrzostwa Świata. Konkurencja par | Mistrzostwa Świata. Konkurencja par | Mistrzostwa Świata. Konkurencja par | Mistrzostwa Świata. Konkurencja par |
| Rok                                 | Miejsce                             | Zawody                              | Kategoria                           | Partner                             | Pozycja                             |
| ----------------------------------- | ----------------------------------- | ----------------------------------- | ----------------------------------- | ----------------------------------- | ----------------------------------- |
| 2010                                | Filadelfia                          | 13. Mistrzostwa Świata              | Miksty                              | Jimmy Cayne                         | 293                                 |
| 2006                                | Werona                              | 12. Mistrzostwa Świata              | Kobiety                             | Gianna Arrigoni                     | 15                                  |
| 2002                                | Montreal                            | 11. Mistrzostwa Świata              | Kobiety                             | Gianna Arrigoni                     | 46                                  |

### Zawody europejskie
W europejskich zawodach zdobyła następujące lokaty:
| Zawody europejskie. Konkurencja teamów | Zawody europejskie. Konkurencja teamów | Zawody europejskie. Konkurencja teamów | Zawody europejskie. Konkurencja teamów | Zawody europejskie. Konkurencja teamów | Zawody europejskie. Konkurencja teamów |
| Rok                                    | Miejsce                                | Zawody                                 | Kategoria                              | Drużyna                                | Pozycja                                |
| -------------------------------------- | -------------------------------------- | -------------------------------------- | -------------------------------------- | -------------------------------------- | -------------------------------------- |
| 2013                                   | Ostenda                                | 6. Otwarte Mistrzostwa Europy          | Miksty                                 | Breno                                  | 8                                      |
| 2012                                   | Dublin                                 | 51. Mistrzostwa Europy Teamów          | Kobiety                                | Italy                                  | 9                                      |
| 2010                                   | Ostenda                                | 50. Mistrzostwa Europy Teamów          | Kobiety                                | Italy                                  | 7                                      |
| 2009                                   | San Remo                               | 4. Otwarte Mistrzostwa Europy          | Miksty                                 | Calandra                               | 17                                     |
| 2009                                   | San Remo                               | 4. Otwarte Mistrzostwa Europy          | Kobiety                                | FIGB Ladies                            | 3                                      |
| 2008                                   | Pau                                    | 49. Mistrzostwa Europy Teamów          | Kobiety                                | Italy                                  | 2                                      |
| 2007                                   | Antalya                                | 3. Otwarte Mistrzostwa Europy          | Miksty                                 | Hammerli                               | 17                                     |
| 2007                                   | Antalya                                | 3. Otwarte Mistrzostwa Europy          | Kobiety                                | La Cucina Italiana                     | 5                                      |
| 2006                                   | Warszawa                               | 48. Mistrzostwa Europy Teamów          | Kobiety                                | Italy                                  | 9                                      |
| 2005                                   | Teneryfa                               | 2. Otwarte Mistrzostwa Europy          | Kobiety                                | Italia - Resta                         | 17                                     |
| 2005                                   | Teneryfa                               | 2. Otwarte Mistrzostwa Europy          | Miksty                                 | Goldberg USA                           | 9                                      |
| 2003                                   | Mentona                                | 1. Otwarte Mistrzostwa Europy          | Kobiety                                | FIGB Resta                             | 9                                      |
| 2003                                   | Mentona                                | 1. Otwarte Mistrzostwa Europy          | Miksty                                 | Soroldoni                              | 5                                      |
| 2002                                   | Salsomaggiore                          | 46. Mistrzostwa Europy Teamów          | Kobiety                                | Italy                                  | 4                                      |
| 2002                                   | Ostenda                                | 7. Mistrzostwa Europy Mikstów          | Miksty                                 | Burgay                                 | 32                                     |
| 2001                                   | Teneryfa                               | 45. Mistrzostwa Europy Teamów          | Kobiety                                | Italy                                  | 5                                      |
| 2000                                   | Bellaria                               | 6. Mistrzostwa Europy Mikstów          | Miksty                                 | Lavazza                                | 12                                     |
| 1999                                   | Malta                                  | 44. Mistrzostwa Europy Teamów          | Kobiety                                | Italy                                  | 12                                     |
| 1997                                   | Montecatini                            | 43. Mistrzostwa Europy Teamów          | Kobiety                                | Italy                                  | 6                                      |
| 1992                                   | Ostenda                                | 2. Mistrzostwa Europy Mikstów          | Miksty                                 | Olivieri                               | 21                                     |
| 1991                                   | Killarney                              | 40. Mistrzostwa Europy Teamów          | Kobiety                                | Italy                                  | 7                                      |
| 1990                                   | Bordeaux                               | 1. Mistrzostwa Europy Mikstów          | Miksty                                 | Lavazza                                | 3                                      |
| 1989                                   | Turku                                  | 39. Mistrzostwa Europy Teamów          | Kobiety                                | Italy                                  | 5                                      |
| 1987                                   | Brighton                               | 38. Mistrzostwa Europy Teamów          | Kobiety                                | Italy                                  | 2                                      |

| Zawody europejskie. Konkurencja par | Zawody europejskie. Konkurencja par | Zawody europejskie. Konkurencja par | Zawody europejskie. Konkurencja par | Zawody europejskie. Konkurencja par | Zawody europejskie. Konkurencja par |
| Rok                                 | Miejsce                             | Zawody                              | Kategoria                           | Partner                             | Pozycja                             |
| ----------------------------------- | ----------------------------------- | ----------------------------------- | ----------------------------------- | ----------------------------------- | ----------------------------------- |
| 2013                                | Ostenda                             | 6. Otwarte Mistrzostwa Europy       | Miksty                              | Romain Zaleski                      | 24                                  |
| 2007                                | Antalya                             | 3. Otwarte Mistrzostwa Europy       | Kobiety                             | Gianna Arrigoni                     | 50                                  |
| 2007                                | Antalya                             | 3. Otwarte Mistrzostwa Europy       | Miksty                              | Dano De Falco                       | 3                                   |
| 2005                                | Teneryfa                            | 2. Otwarte Mistrzostwa Europy       | Mikst                               | Dano De Falco                       | 184                                 |
| 2005                                | Teneryfa                            | 2. Otwarte Mistrzostwa Europy       | Kobiety                             | Gianna Arrigoni                     | 5                                   |
| 2003                                | Mentona                             | 1. Otwarte Mistrzostwa Europy       | Mikst                               | Dano De Falco                       | 325                                 |
| 2003                                | Mentona                             | 1. Otwarte Mistrzostwa Europy       | Kobiety                             | Gianna Arrigoni                     | 11                                  |
| 2002                                | Ostenda                             | 7. Mistrzostwa Europy Mikstów       | Mikst                               | Dano De Falco                       | 19                                  |
| 2001                                | Sorrento                            | 11. Mistrzostwa Europy Par          | Open                                | Gianna Arrigoni                     | 259                                 |
| 2000                                | Bellaria                            | 6. Mistrzostwa Europy Mikstów       | Mikst                               | Norberto Bocchi                     | 35                                  |
| 1999                                | Warszawa                            | 10. Mistrzostwa Europy Par          | Open                                | Gianna Arrigoni                     | 35                                  |
| 1998                                | Akwizgran                           | 5. Mistrzostwa Europy Mikstów       | Mikst                               | Alfonso Cristalli                   | 269                                 |
| 1997                                | Montecatini                         | 6. Mistrzostwa Europy Par Kobiet    | Kobiety                             | Cristina Golin                      | 2                                   |
| 1996                                | Monte Carlo                         | 4. Mistrzostwa Europy Mikstów       | Mikst                               | Andrea Buratti                      | 314                                 |
| 1992                                | Ostenda                             | 2. Mistrzostwa Europy Mikstów       | Mikst                               | Andrea Buratti                      | 7                                   |
| 1990                                | Bordeaux                            | 1. Mistrzostwa Europy Mikstów       | Mikst                               | Andrea Buratti                      | 111                                 |
| 1987                                | Brighton                            | 4. Mistrzostwa Europy Par           | Kobiety                             | Carla Gianardi                      | 46                                  |

## Klasyfikacja
- Gabriella Olivieri – klasyfikacja WBF (ang.)
- Gabriella Olivieri – klasyfikacja EBL (ang.)